# Médaillon Robbins des missions Apollo

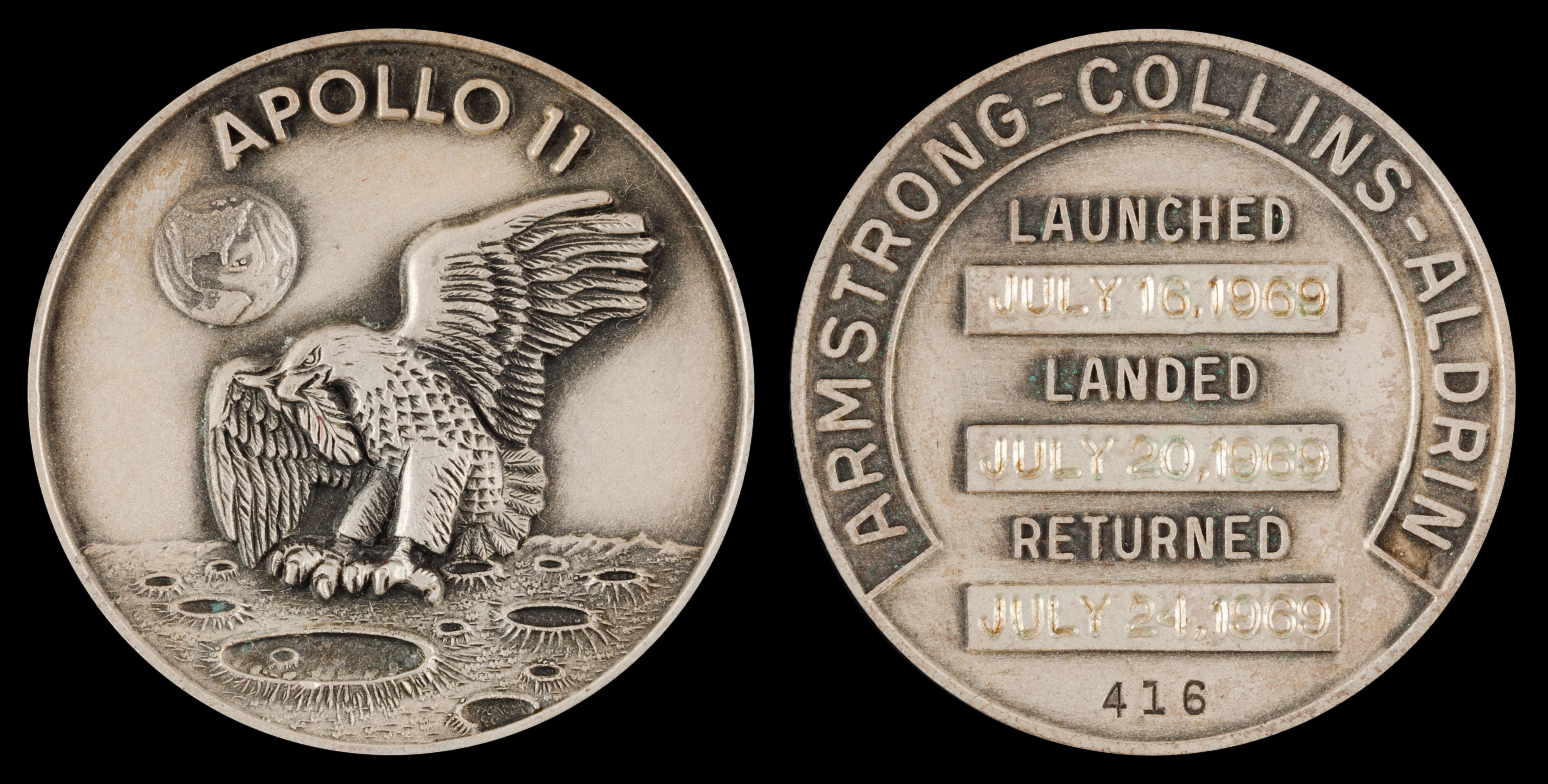
Médaillon Robbins pour la mission Apollo 11, la première à réaliser un alunissage.

Les médaillons Robbins des missions Apollo de la National Aeronautics and Space Administration (NASA) sont des médailles commémoratives frappées la première fois par cette agence gouvernementale pour l'équipage de la mission Apollo 7 en 1968.
Ces médaillons commémoratifs, propres aux différentes missions, sont produits en argent sterling par la Robbins Company of Attleboro, dans le Massachusetts, ce qui leur donne leur nom. Depuis 1968, l'équipage de chaque vol spatial habité de la NASA (Apollo, Skylab et ceux liés à la navette spatiale) ont des médaillons de ce type pour commémorer leur mission.